# Orosz kék
Az orosz kék az egyik legrégebb óta ismert macskafajta. Neve bundájának különleges színéből származik, amit hivatalosan kéknek nevezünk. Erős köteléket alakítanak ki az emberekkel, főleg gazdájukkal. Leginkább személyiségük és szőrzetük miatt választják háziállatnak. Szereti a nyugodt környezetet, ragaszkodik gazdájához.

## Eredet
Valószínűleg az oroszországi Arhangelszkből származnak. Ezért is nevezik néha arhangelszki kéknek. Források szerint az 1800-as években rövid szőrű, karcsú, kékes színű macskák tűntek fel a kikötővárosban. Az 1860-as években tengerészek egy párat magukkal vittek Nagy-Britanniába és Észak-Európába, ahol kiállították őket, „arhangelszki macska” néven. Az első orosz kék tulajdonosa egy angol hölgy, Mrs. C. Carew Cox volt.
A századforduló táján az orosz kéket nem tekintették külön fajtának. Főleg Skandináviában kezdték el tenyészteni őket a második világháború után. A rövid szőrű kék macskákat többé-kevésbé egymással pároztatták. Ebben az időszakban ezt a fajtát nem igazán ismerték el fajtatisztaként, csak 1921-ben különítettek el Nagy-Britanniában a külföldi fajtáknak egy külön osztályt, és az orosz rövid szőrű típus tenyésztése ekkor indult be hivatalosan. Abban az időben a fajta neve még nem a mai volt, mert az orosz forradalom miatt az Oroszországgal kapcsolatos dolgok nem igazán voltak népszerűek Angliában.
1939-ig a fajtát „kék külföldi” néven ismerték Angliában, utalva ezzel arra, hogy külföldi, de nem orientális.

## Jelenkor
A háború után olyan kevés fajta sajátos orosz kék maradt, hogy felmerült a beltenyésztés problémája, és a tenyésztők rákényszerültek, hogy más fajtáktól „kölcsönözzenek” géneket. Ez idő alatt főként sziámikkal keresztezték őket. A sziámi segített kiszélesíteni a génállományt, és életerősebbé is tette a fajtát, ám nem kívánt színmintát – point – is hozott, ami a mai napig komoly fejtörést okoz a tenyésztőknek, hiszen a pointok recesszív öröklöttsége miatt még ma is felbukkannak.
A sziámi faktor hatására az orosz kék karcsúbb és még elegánsabb lett, mint eredetileg volt, mígnem az 1960-as években megalakult egy tenyésztői kör, amely arra volt hivatott, hogy megpróbálja visszavezetni a fajtát a „régi” orosz típushoz. Ezt sikeresen meg is valósították.
A fajtának hűséges, ha nem is nagy rajongótábora van, akik komolyan elkötelezik magukat a fajta fennmaradásáért, és ahol még lehet, tökéletesítéséért. Kis számban, de ma már tenyésztenek orosz fehéreket és orosz feketéket is.

## Jellem
Nyugodt, intelligens és kíváncsi fajta. Kiegyensúlyozottak, barátságosak, de az idegenekkel szemben félénkek. A tipikus orosz kék úgy reagál az idegenekre, hogy elsétál, és bizonyos távolságból kezdi szemlélni – ezt a viselkedést nem szabad összetéveszteni a félelemmel -, és ő dönti el, mikor érkezett el az ismerkedés ideje. Az orosz kék macskák nem barátkoznak akárkivel, nem másznak akárki ölébe – ez az előjog csak a gazdát illeti meg. A gazdáik pedig különösen ezen tulajdonságáért szeretik. Nagyon ragaszkodnak eltartójukhoz, például ölbe ülnek, és szorosan kötődnek hozzájuk.
Nyugodt, kiegyensúlyozott, hűséges, csendes, érzékeny és szeretetteljes macska. Szeret gazdájával aludni.
Önálló és óvatos, domináns személyiség, nem tűri a korlátokat. 
Bár viszonylag társaságkedvelő, az idegenekkel szemben gyakran távolságtartó, sokszor hosszú időbe telik elnyerni a bizalmát.
Rendszerint egy emberhez kötődik erőteljesebben.
Élénk, erős, játékos jószág, mégis a nyugodt környezetet kedveli, nem szereti a zajt és a jövés-menést.
Jól kijönnek más háziállatokkal, nem ellenségesek velük. A fajta viszont kevésbé ajánlott zajos környezetben, ahol esetleg kisgyerek van, mivel szeretik a békét és a csendet.

## Gondozás
Az orosz kék tartása nem igazán nehéz munka. Szőrük rövid és rugalmas, csak minimális törődést igényel. Elegendő hetente egyszer sörtés kefével átfésülni. Átlagéletkoruk 15-20 év, maximum 25. Enyhe vagy közepesen súlyos allergiában szenvedők jobban tolerálják a fajtát.

## Küllem
A test viszonylag hosszú, izmos és kecses. Nem szabad túl masszívnak, vagy túl karcsúnak látszódnia. A lábak hosszúak, a mancsok oválisak, a talppárnák levendula színűek. A farok hosszú és elkeskenyedő. A hím egyedek átlagosan nagyobbak a nőstényeknél.
Szemből nézve a fejnek rövid ék alakúnak és nem túl hosszúkásnak kell lennie. A fülek függőlegesen állnak, messze egymástól, széles alapúak, végük lekerekített. Az orrvonalnak profilból, amennyire lehetséges, egyenesnek kell lennie, hossza közepes, és stop nélkül csatlakozik a lapos fejtetőhöz.
Szem: A mandulavágású, vagy kerek szemek távol állnak egymástól. Az áll erős, a bajuszpárna pedig markáns. A nyak hosszú.
A szemek színe mélyzöld vagy világoszöld, az egyéb fajtákkal való keresztezés miatt néhány orosz kéknek a szemében sárga szín is megfigyelhető (nem létezik teljesen sárga szemű orosz kék).
A fajta egyik igazi sajátossága a rugalmasan felépített bunda és az elegáns testfelépítés. A kiállításokon a hangsúly nagy része a szőrzeten van, ezért szinte a pontszámok felét ez adja. A dupla bunda rövid, selymes és finom felépítésű, tapintásra nagyon puha. A szőrzet soha nem tapadhat túl szorosan a testhez, hanem attól kissé el kell állnia. Rugalmasságával együtt a bunda bársonyosabb hatást kelt. Az orosz kék szőrzete semmilyen más fajtáéhoz nem hasonlítható.
Az orrtükör palaszürke.
Eredetileg az orosz kéket csak kék színben tenyésztették. Ez a kék legjobb esetben középkék, alapvetően a fekete fakult változata. A szőrszálak vége pedig finom, ezüstösen csillogó. A szellemrajzolat (cirmos minta jelei) felnőtt korban szintén nem megengedett. A kölykökön megjelenő cirmos szellemrajzolat elfogadható, ezek a macska egyéves korára eltűnnek. 
Léteznek fehér és fekete orosz macskák is, ezeknél a színváltozatoknál a szem szintén zöld színű.

## Érdekességek
- Bár a filmben nincs konkretizálva, de annak egyes leírásai szerint az orosz kék fajtához tartozik a Macskafogó című magyar rajz-játékfilm egyik főszereplője, Fritz Teufel.
- A világhírű Tom és Jerry rajzfilmsorozat főszereplője, Tom macska fajtáját tekintve szintén orosz kék.[1]